# Schwarza (Lüder)
Die Schwarza, auch  der Schwarze Bach genannt, ist ein südwestlicher und orographisch linker Zufluss der Lüder aus dem Vogelsberg in Hessen.

## Quelle
Die Schwarza fließt nordwestlich parallel zur Lüder. Ihr Quellgebiet liegt in der Gemarkung Grebenhain im südlichen Bereich des Oberwalds unterhalb der Herchenhainer Höhe auf etwa 682 m Höhe und besteht aus mehreren Einzelquellen. Diese wurden zum Teil nach Süden umgeleitet, um genügend Wasser für die (Ahl-)Mühlen zu erhalten. In der Gemarkung Grebenhain wird sie oberhalb des Dorfes im Bereich der Ahlmühle Ahlbach und darunter im flachen Bereich des ehemaligen herzoglichen Teiches Mühlgraben genannt. Unterhalb des historischen Ortskerns, also auf der Höhe der heutigen Bahnhofsstraße wird sie Waagbach oder Waaggraben genannt, da sie hier die Waag, ein natürliches Überschwemmungsgebiet, durchfließt. Die Waaggasse führt in dieses Überflutungsgebiet. Waag oder Wag ist eine mittelalterliche Bezeichnung für Überschwemmungs- bzw. Überflutungsgebiete.

## Gewässerverlauf
In überwiegend nordöstlicher Richtung fließt sie durch Grebenhain, vorbei an Vaitshain, durch Nösberts-Weidmoos und Steinfurt (Herbstein) in Richtung Steigertal.

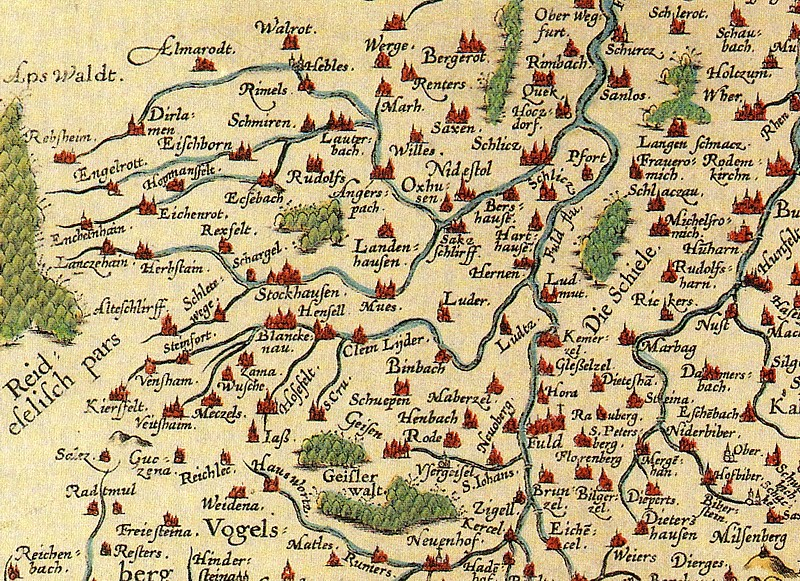
Verlauf des Schwarzen Flusses (Schwarza) von Kierffelt (1311), Veitsham (1338) bis Hensel (1279) auf einer Karte des Hochstifts Fulda von 1574

## Mündung
Sie mündet zwischen Steinfurt und Blankenau nahe der Grenze des Vogelsbergkreises zum Landkreis Fulda an der ehemaligen hessisch-preußischen Landesgrenze zwischen Zahmen und Blankenau in die Lüder.

## Wissenswertes
- Die Bezeichnung „Schwarzer Fluss“ war bis weit nach der Säkularisation des Klosters Fulda in 1803 die Bezeichnung für die heutige „Schwarza“. Diese Bezeichnung wurde aber noch im Kurfürstentum Hessen beibehalten. 1816 kam das Territorium des vormaligen Fürstbistums Fulda als Großherzogtum Fulda zum kurhessischen Staat und war um 1858 auf den Landkarten so bis zur „Grosse Mühle“ bei Großenlüder verzeichnet.

Im Volksmund von (Blankenau, Hainzell und Kleinlüder) ist seit dem Mittelalter „Schwarzer Fluss“ oder „Scharza“ bist heute für die „Lüder“ zwischen Blankenau über Hainzell bis zur (Gemarkungsgrenze)  Kleinlüder gebräuchlich.
Siehe - Kurfürstentum Hessen 1840–1861 – 86. Grossenlüder. Historische Kartenwerke.  In: Landesgeschichtliches Informationssystem Hessen (LAGIS).
- Die Schwarza (Lüder) hat keine Verbindung zur gleichnamigen Schwarza, die ein Zufluss der Altefeld ist.
- Nördlich von Zahmen und südlich von Blankenau liegt der 454 m hohe Steiger, von dem der Volksmund schon früh die Bezeichnung „Steigertal“ oder „Steier“ ableitete.